# Medea (televisieserie)
Medea is een Nederlandse televisieserie van regisseur Theo van Gogh en scenarioschrijver Theodor Holman, met onder meer Katja Schuurman en Thijs Römer. De serie is pas na de moord op Van Gogh, vanaf 8 januari 2005, door de AVRO op Nederland 3 uitgezonden. De titelsong "Medea" is geschreven en uitgevoerd door Spinvis. 
Het is een moderne versie van de klassieke Griekse tragedie, geschreven door Euripides, zoals Van Goghs eerdere serie Najib en Julia een bewerking was van Shakespeares Romeo en Julia. Het is een journalistiek drama over liefde en macht.
Van Gogh schreef over deze serie in zijn column in Metro:
En zo heb ik ook de serie "Medea" gemaakt voor de AVRO, die volgend jaar zou worden uitgezonden maar die door de netcoördinator vergeten is, althans, vijftig AVRO-uren zijn per ongeluk niet begroot en waar moeten dìe centjes nu weer vandaan komen? Op de achtergrond grijnzen de VARA en NOS, die de AVRO liever niet zien op Net drie. Als eenvoudige programmamaker duizelt 't mij soms en natuurlijk buig ik met eerbied voor de doortastende functionarissen die Hilversum zo inspirerend maken. Wat nu, ouwe rukker?